# Gustavo Duarte
Gustavo Duarte (São Paulo, 19 de maio de 1977) é um cartunista e quadrinista brasileiro. Nos seus romances gráficos, normalmente não utiliza diálogos, apoiando-se apenas na expressão corporal dos personagens.

## Carreira
Formado em design gráfico pela Unesp Bauru em 1999, Gustavo foi colaborador do Diário de Bauru entre 1997 e 1999. Após voltar a São Paulo, tornou-se designer e ilustrador de diversas revistas da Editora Abril. Também trabalhou para a Folha de S.Paulo e o jornal esportivo Lance! (entre 2010 e 2012).
Foi eleito o melhor cartunista brasileiro pelo Prêmio Angelo Agostini de 2011 e melhor caricaturista nacional pelo Troféu HQ Mix do mesmo ano. Também ganhou o Troféu HQ Mix de desenhista revelação em 2010 e na categoria Publicação independente edição única em 2010 e 2011, respectivamente com seus trabalhos "Có!" e "Taxi".
No ano de 2013, foi lançada a graphic MSP Chico Bento - Pavor Espaciar, com roteiro e arte de Gustavo Duarte.
Em 2014 a editora Dark Horse Comics publicou nos EUA a coletânea Monsters and other stories, incluindo as histórias Có!, Monstros! e Birds. A convite do roteirista Andy Lanning, desenhou uma edição do especial da Marvel 100th Anniversary, focado na equipe dos Guardiões da Galáxia.
Em 2015 Gustavo ilustrou a revista do Bizarro, personagem da DC Comics.

## Obras
- Có!
- Taxi
- Bizarro
- Monstros!
- Birds
- Chico Bento - Pavor Espaciar (série Graphic MSP)
- 13 (artbook)